# Queen In-hyun's Man
In hyeon-wanghu-ui namja (en coréen : 인현왕후의 남자 ; titre international : Queen In-Hyun's Man) est une série télévisée sud-coréenne sortie en avril 2012 sur TvN ; elle comporte 16 épisodes. L'histoire est un mélange de récit historique, de fantasy, de romance et d'action tournant autour de l'actrice Choi Hee-jin (Yoo In-na), qui tombe amoureuse d'un "voyageur du temps", Kim Boong-do (Ji Hyun-woo), issu de la dynastie Joseon (1392-1910),,.

## Synopsis
1694 : Kim Boong-do est un érudit yangban et il est le seul survivant de sa famille massacrée lors d'un complot. Boong-do soutient le rétablissement de la reine Inhyeon (1667-1701) qui avait été destituée à cause des intrigues d'une concubine, Jang Hui-bin (en).
2012 à Séoul : Choi Hee-jin, une actrice manquant de réussite, s'assure un grand succès en obtenant le rôle de la reine Inhyeon dans un drama télévisé, La nouvelle Jang Hui-bin. À cause d'un mystérieux talisman, Boong-do voyage dans le temps et arrive en 2012 où son chemin rencontre celui de Hee-jin dont il tombe amoureux. 

## Distribution
- Ji Hyun-woo : Kim Boong-do
- Yoo In-na : Choi Hee-jin
- Kim Jin-woo : Han Dong-min
- Ga Deuk-hee : Jo Soo-kyung
- Jin Ye-sol : Yoon-wol
- Uhm Hyo-seop : Min (ministre)
- Lee Kwan-hoon : Ja-soo
- Ji Nam-hyuk : Han-dong
- Park Young-rin : Yoon Na-jung
- Jo Dal-hwan : Chun-soo
- Seo Woo-jin : King Sukjong
- Kim Hae-in : Queen In-hyun
- Choi Woo-ri : Jang Hee-bin
- Kim Won-hae : Eunuch Hong

## Diffusion internationale
- tvN (2012)
- ETTV
- Mediacorp Channel U
- 8TV
- GMA Network (2013)

### Sources
- (en) Cet article est partiellement ou en totalité issu de l’article de Wikipédia en anglais intitulé « Queen In-Hyun's Man » (voir la liste des auteurs).